# Самтер (округ, Флорида)
Са́мтер (англ. Sumter county) — округ штата Флорида Соединённых Штатов Америки. На 2000 год в нём проживало 53 345 человек. По оценке бюро переписи населения США в 2008 году население округа составляло 74 721 человек. Окружным центром является город Бушнелл.

## История
Округ Самтер был сформирован в 1853 году. Он был назван в честь генерала Томаса Самтера, героя войны за независимость. В прошлом, а в некоторой мере и в наши дни, округ прозывали «Свиной округ». Наиболее вероятно, это связано с большим количеством диких свиней, живущих на территории округа. До сих пор свиная охота остается одним из любимых развлечений населения сельских районов.

## Население
| Год  | Численность | Численность |
| ---- | ----------- | ----------- |
| 2010 | 93 420      | [ 4 ] [ 5 ] |
| 2011 | 98 311      | [ 6 ]       |
| 2012 | 101 748     | [ 6 ]       |
| 2013 | 107 056     | [ 6 ]       |
| 2015 | 118 891     | [ 7 ]       |
| 2020 | 129 752     | [ 1 ] [ 1 ] |